# Grzbiet Gorda

Grzbiet Juan de Fuca, uskok transformacyjny Blanco i Grzbiet Gorda

Grzbiet Gorda (ang. Gorda Ridge) - fragment systemu śródoceanicznych grzbietów położony w północno-wschodniej części Oceanu Spokojnego.

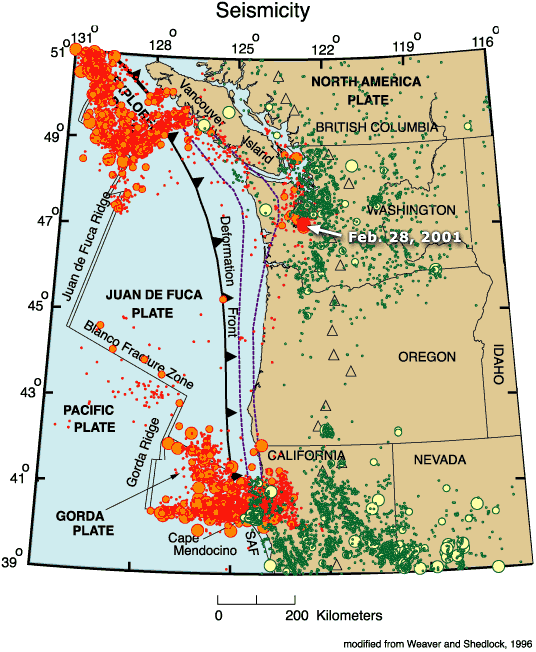
Mapa płyt Juan de Fuca i Gorda, grzbietów Juan de Fuca i Gorda oraz uskoku transformacyjnego Blanco

Na północy dochodzi do uskoku transformacyjnego Blanco, a na południu do uskoku transformacyjnego San Andreas.
Oddziela on leżącą na zachodzie płytę pacyficzną od leżących na wschodzie płyt: Juan de Fuca i Gorda. Czasami wyróżnia się część północną, przylegającą do płyty Juan de Fuca i część południową, przylegającą do płyty Gorda.
Uskok Blanco spowodował rozsunięcie grzbietów Gorda i Juan de Fuca na odległość 350 km.